# Frauenkapelle (Fischen im Allgäu)

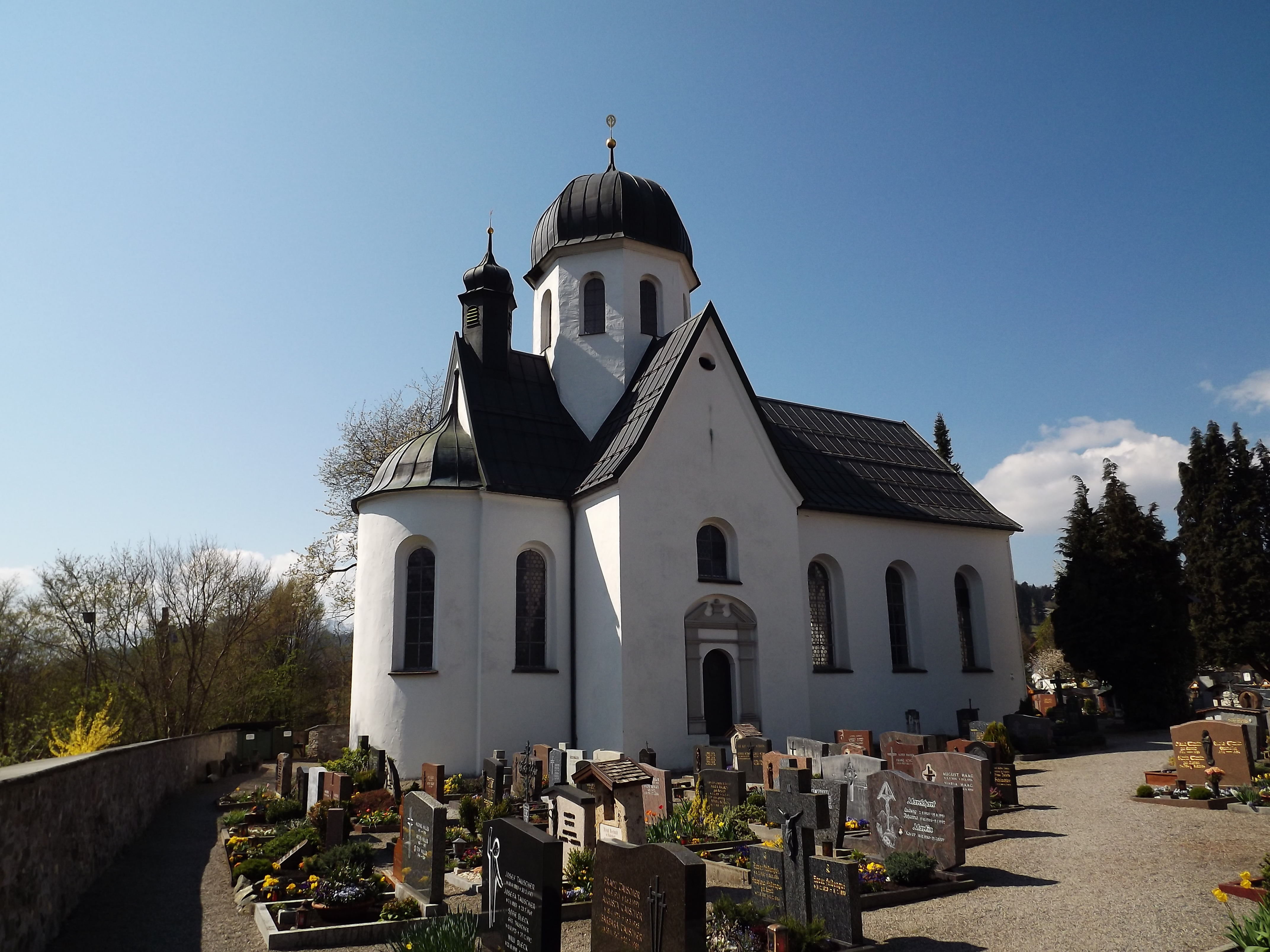
Frauenkapelle in Fischen im Allgäu

Die römisch-katholische Frauenkapelle steht in Fischen im Allgäu, einer Gemeinde im schwäbischen Landkreis Oberallgäu in Bayern. Das denkmalgeschützte Bauwerk ist in der Liste der Baudenkmäler in Fischen im Allgäu  unter der Nr. D-7-80-121-4 eingetragen. Die Kapelle gehört zum Bistum Augsburg.

## Beschreibung

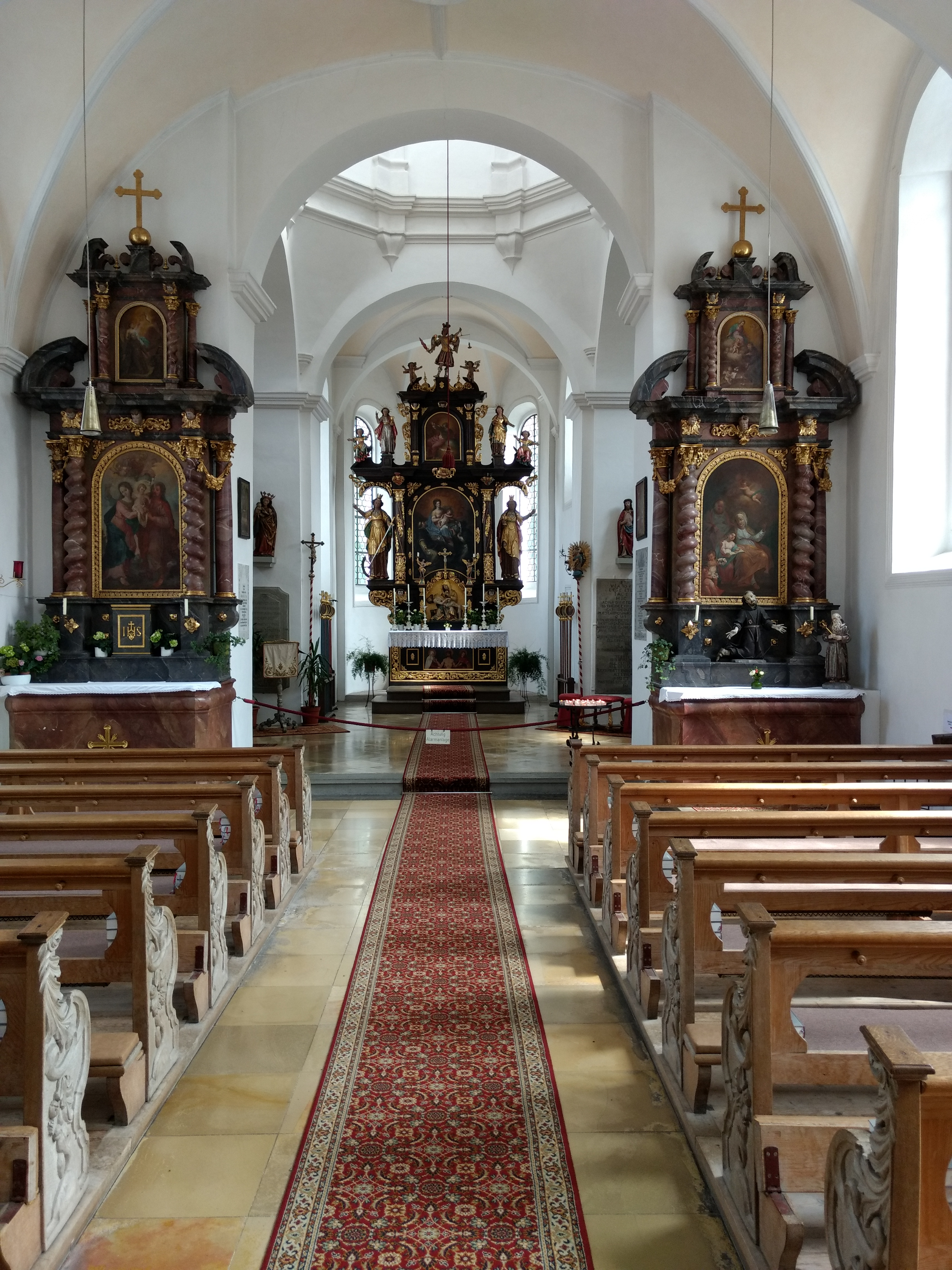
Blick zum Chor

Die im Auftrag von Hugo Franz von Königsegg-Rothenfels nach einem Entwurf von Michael Beer 1666/67 anstelle eines Vorgängerkapelle aus dem 16. Jahrhundert gebaute Kapelle besteht aus einem Langhaus mit breiter Fassade im Westen, einem eingezogenen, halbrund geschlossenen Chor im Osten, zwischen denen ein Querschiff eingefügt wurde, wodurch die Saalkirche zur Kreuzkirche erweitert wurde. Über der Vierung erhebt sich ein zweigeschossiger, achteckiger Tambour, der mit einer Kuppel bedeckt ist. An den Chor schließt sich eine halbrunde Apsis an. Aus dem Dach des Chors erhebt sich ein Dachreiter, der mit einer Zwiebelhaube bedeckt ist. Der Innenraum des Langhauses mit drei Gewölbejochen ist mit einem Stichkappengewölbe überspannt, der des Querschiffes und des Chors mit Kreuzgratgewölben. Das Wappen des Bauherrn wurde aus der alten Kapelle übernommen, ebenso der 1654 erbaute Hochaltar, dessen 1680 von Johann Kaspar Sing bemaltes Altarretabel die Rosenkranzspende an Dominikus und Katharina von Siena zeigt. Die Altarretabel der Seitenaltäre in den Querarmen stammen von Franz Georg Hermann den Älteren. Ein Gemälde der Heiligen Familie hat 1699 Paul Zeiller geschaffen. Die Orgel wurde 1985 von der Orgelbau Zeilhuber gebaut.